# Last Seen Alive
Last Seen Alive is een Amerikaanse film uit 2022 van Brian Goodman.

## Verhaal
Aan het huwelijk van Will en zijn vrouw Lisa komt na veel problemen in de relatie een einde als Lisa tijdens een reis naar haar ouders spoorloos verdwijnt bij een tankstation. Will roept de hulp van Lisa's ouders in bij de zoektocht en ook de lokale autoriteiten zijn betrokken.

## Rolverdeling
| Acteur           | Personage  |
| ---------------- | ---------- |
| Gerard Butler    | Will Spann |
| Jaimie Alexander | Lisa Spann |